# Salvatore Battaglia
Pour les articles homonymes, voir Battaglia.
Salvatore Battaglia, né le 4 juin 1904 à Catane (Sicile) et mort le 14 août 1971 à Naples, est un linguiste, lexicographe, grammairien, critique littéraire, italien.

## Biographie
Salvatore Battaglia passe son enfance dans diverses villes de Sicile car son père est un cadre de l'adminsitration fiscale et déménage souvent.  En 1922 il est étudiant à l'Université de Catane, où il est l'élève d'Attilio Momigliano et de Mario Casella. Puis, en 1924 poursuit ses études à l'Université de Florence, suivant ses amis  Mario Casella, qui avait déménagé dans cette ville, et Vincenzo Pernicone.   Il obtient son diplôme en 1926. Il se consacre alors à l'édition révisée des œuvres de Boèce, puis à Boccace.
En 1930, et jusqu'en 1938, il a été rédacteur en chef pour diverses sections de l'Encyclopédie italienne à Rome. En 1938, il remporte le concours de philologie romane et est recruté à l'université de Naples. En 1954 il dirige la revue Filologia Romanza qui vient de se créer. De 1938 à 1960, il occupe la chaire de philologie romane ; puis, de 1961 à 1971, il occupe la chaire de littérature italienne, succédant à Giuseppe Toffanin.

## Publications
- Le grand dictionnaire de la langue italienne (Grande dizionario della lingua italiana). C'est son œuvre principale, qui fait de Salvatore Battaglia « l'auteur du plus grand dictionnaire italien»[4]. Le dictionnaire comprend 21 volumes (d'environ 1000 pages chacun). Le premier est publié en 1961. Lorsque Salvatoe Battaglia meurt 7 volumes sont parus.  Les autres le seront postérieurement, jusqu'en 2002, sous la responsabilité de Giorgio Barbri Squattori.
- Grammatica italiana, la metrica, la stilistica, esercizi (co-auteur  Vincenzo Pernicone) ed. letture lessical ed. . 1991 419 p.
- Biografia letteraria di Alessandro Manzoni Napoli,  Liguori, 1962, 209 p.
- Giovanni Boccaccio e la riforma della narrativa, Napoli, Liguori , 1969, 216 p.
- L'Ideologia letteraria di Giacomo Leopardi,  Napoli, Liguori , 1968, 318 p.
- Il problema della lingua dal Baretti a Manzoni, Napoli,  Liguori , 1965 236 p.
- Problemi di metodo critico, Napoli,  Liguori , 1969, 236 p.